# Сереціка-Веке
Сереціка-Веке (рум. Sărățica Veche) — село в Леовському районі Молдови. Входить до складу комуни, адміністративним центром якої є село Томаюл-Ноу.